# المبدل (معامل)
المبدل هو بالأساس مؤثر رياضي (أو مشغل رياضي) كباقي الموثرات (مؤثر لابلاس, مؤثر التكور) لكن له أهمية كبيرة واستعمال واسع في ميكانيكا الكم
في ميكانيكا الكم يمكن تعريف مبدل المعملين P و Q بطريقة مبسطة ق كتالي :
P,Q]= PQ-QP]
حيث يرمز للمبدل بالمعقفين   [ ]
P و Q معاملات كمية

## أهمية المبدلفي ميكانيكا الكم
بتطبيق المبدل على معاملين A و B-يمكن استنتاج الخاصية التبادلية بين المعاملين :
فإذا كان المعاملان A و B-  يبدلان بين بعضهما البعض أي  :        AB  مساو ل   BA      فإن المبدل  A,B]=0]    
وفالحالة المقابلة يكون  AB مخالف ل BA       ونحصل على A,B]≠0]
و بتالي- فإن  تطبيق المبدل   على الدالة الموجية يتيح معرفة ما إذا كان من الممكن قياس الكميتين A و B في وقت واحد أو لا.

## أمثلة على تطبيق المبدل في ميكانيكا الكم

### المبدل [X,P]:
يمكن تبيين أن قيمة مبدل x و p هي  : {\textstyle {\displaystyle [{\hat {\mathbf {x} }},\mathbf {{\hat {p}}_{x}} ]=i\hbar }}
X و P لا يبدلان مع بعضهما، إذن لا يمكننا قياس الموقف و الزخم  لنفس الجسيم على نفس البعد  بالتوازي وبيقين كامل في تجربة واحدة  و هو مايؤكد مبدأ مبدأ هيزينبرج لعدم التأكد

### الزخم الزاويL
في نقطة معينة بالمتجه {\displaystyle {\vec {r}}} و بكمية الحركة {\displaystyle {\vec {p}}}  يعرف الزخم الزاوي بصفة كلاسيكية   ب : {\textstyle {\displaystyle {\vec {L}}={\vec {r}}\wedge {\vec {p}}}}
في ميكانيكا الكم لدينا أنواع زخم متعددة ك : الزخم الزاوي المداري L الزخم الزاوي البرمي S و الزخم الزاوي الكلي J غيره وتتشارك كلها في نفس الخصائص .
بصفة عامة نختار   J للتعبير عن الزخم الزاوي .
يمكن كتابة متجه الزخم الزاوي على هذه ألشاكلة {\displaystyle {\hat {J}}^{2}={\hat {J}}_{x}^{2}+{\hat {J}}_{y}^{2}+{\hat {J}}_{z}^{2}}
لدينا المبادلات التالية :
- {\displaystyle {\displaystyle [{\hat {J}}^{2},{\hat {J}}_{i}]=0,\quad i=x,y,z}}
- {\displaystyle {\displaystyle [{\hat {J}}_{x},{\hat {J}}_{y}]={\rm {i}}\hbar {\hat {J}}_{z}}}
- {\displaystyle {\displaystyle [{\hat {J}}_{y},{\hat {J}}_{z}]={\rm {i}}\hbar {\hat {J}}_{x}}}
- {\displaystyle {\displaystyle [{\hat {J}}_{z},{\hat {J}}_{x}]={\rm {i}}\hbar {\hat {J}}_{y}}}

المركبات  لا تتبادل مع بعضها البعض لكن كل واحدة منها تتبادل مع تربيع القيمة المطلقة لمتجه الزخم الزاوي
هذا يعني أن مركبة واحدة يمكن قياسها بدقة واضحة، في حين أن هذا غير متاح للمركبتين الأخريين.